# Кент (Коннектикут)
Кент (англ. Kent) — городок в округе Литчфилд (штат Коннектикут, США).

## История
Место под будущее поселение было размечено в 1737 году, первые жители появились в Кенте два года спустя. Название городу было дано в честь английского графства Кент.

## География
Кент административно граничит со штатом Нью-Йорк (с округом Датчесс).

Площадь города составляет 128,5 км², в том числе 2,7 км² (2,1 %) занимают открытые водные пространства.

Высота центра города над уровнем моря — 142 метра.

Через город протекает река Хусатоник, которая делит его на две неравные части. Через западную часть города проходит Аппалачская тропа.

Через город проходит крупная автомагистраль US 7 и шоссе Connecticut Route 341.

## Достопримечательности
- Бычий мост[англ.]. Однополосный автомобильный деревянный крытый мост через реку Хусатоник длиной 33 метра. Один из всего трёх сохранившихся крытых мостов в штате; был внесён в Национальный реестр исторических мест в 1972 году. Один из двух крытых мостов в штате, где разрешено движение автомобилей[3].
- Парки штата:
  - Македониа-Брук площадью 9,3 км².
  - Кент-Фолз[англ.] площадью 1,2 км². Каскад из семнадцати водопадов, падающих с высоты 76 метров на протяжении 400 метров[5].
- Музей Эрика Слоуна[англ.]. Посвящён жизни и творчеству художника Эрика Слоуна[англ.] (1905—1985). Близ музея расположена Кентская доменная печь, в которой с 1826 по 1892 год отливали чугун[6].
- Коннектикутская ассоциация антикварного оборудования. Некоммерческий музей, посвященный сохранению и реставрации старинных машин и просвещению общественности об истории промышленности и сельского хозяйства Коннектикута. Одним из примечательных экспонатов является узкоколейная железная дорога с шириной колеи 3 фута (914 мм), на которой установлен действующий паровоз.
- Историческая железнодорожная станция, которая функционировала с 1874 по 1974 год.
- Резервация индейцев племени скатикоук[7].
- Три школы-интерната: «Кент», «Марвелвуд» и «Саут Кент».

- Бычий мост[англ.]
- Парк штата «Кент-Фолз[англ.]»
- Кентская доменная печь
- Железнодорожная станция

## Демография
Согласно переписи 2020 года в Кенте проживало 3019 человек.

## Известные уроженцы и жители
См. категории «Родившиеся в Кенте» и «Умершие в Кенте»